# Marcin Misiak
Marcin Misiak (ur. w 1979) – polski wiolonczelista i pedagog.

## Życiorys
Absolwent Akademii Muzycznej we Wrocławiu (klasy wiolonczeli prof. Stanisława Firleja i prof. dr. hab. Urszuli Marciniec-Mazur). Stypendysta w Thorton School of Music - University of Southern California. Doktor habilitowany, wykładowca na Wydziale Instrumentalnym Akademii Muzycznej we Wrocławiu. 
Stały współpracownik Orkiestry Kameralnej Leopoldinum - prowadzi tam grupę wiolonczel i gra partie solowe. Współpracował również m.in. z Legnicką Orkiestrą Symfoniczną, Przemyską Orkiestrą Kameralną i Barock Orchester Berlin.

## Nagrody i wyróżnienia
- I Ogólnopolski Konkurs Muzyczny im. Michała Spisaka w Dąbrowie Górniczej, II nagroda
- Konkurs Małych Form Instrumentalnych we Wrocławiu, II nagroda
- IX Międzynarodowy Przegląd Zespołów Kameralnych w Jaworze (2007), wyróżnienie I stopnia